# 清城区
清城区（せいじょうく）は中華人民共和国広東省清遠市に位置する市轄区。

## 歴史
秦代により清遠県が設置された。1988年に清遠市が成立した際、清遠県が清城区に改編され現在に至る。

## 行政区画
下部に4街道、4鎮を管轄する
- 街道
  - 鳳城街道、東城街道、洲心街道、横荷街道
- 鎮
  - 源潭鎮、竜塘鎮、石角鎮、飛来峡鎮